# Klášterní pivovar ve Vyšším Brodě
Klášterní pivovar ve Vyšším Brodě se nachází v hospodářském dvoře Vyšebrodského kláštera, který je jednou z národních kulturních památek v okrese Český Krumlov. Budovy bývalého pivovaru jsou zapsané jako „starý pivovar“ a „nový pivovar“ v Ústředním seznamu kulturních památek České republiky mezi téměř stovkou objektů v areálu středověkého cisterciáckého kláštera, který byl prohlášen za národní kulturní památku v roce 1995.

## Historie
Vyšebrodský klášter založil Vok I. z Rožmberka, syn zakladatele rodu Vítkovců Vítka z Prčice. Zakládací akt spojený s prohlídkou vybraného místa na pravém břehu Vltavy se uskutečnil za účasti pražského biskupa Jana III. z Dražic 1. června roku 1259. Nejvyšší maršálek Českého království Vok I. z Rožmberka zemřel o tři roky později a byl jako první z rodu Rožmberků pohřben ve Vyšebrodském klášteře.

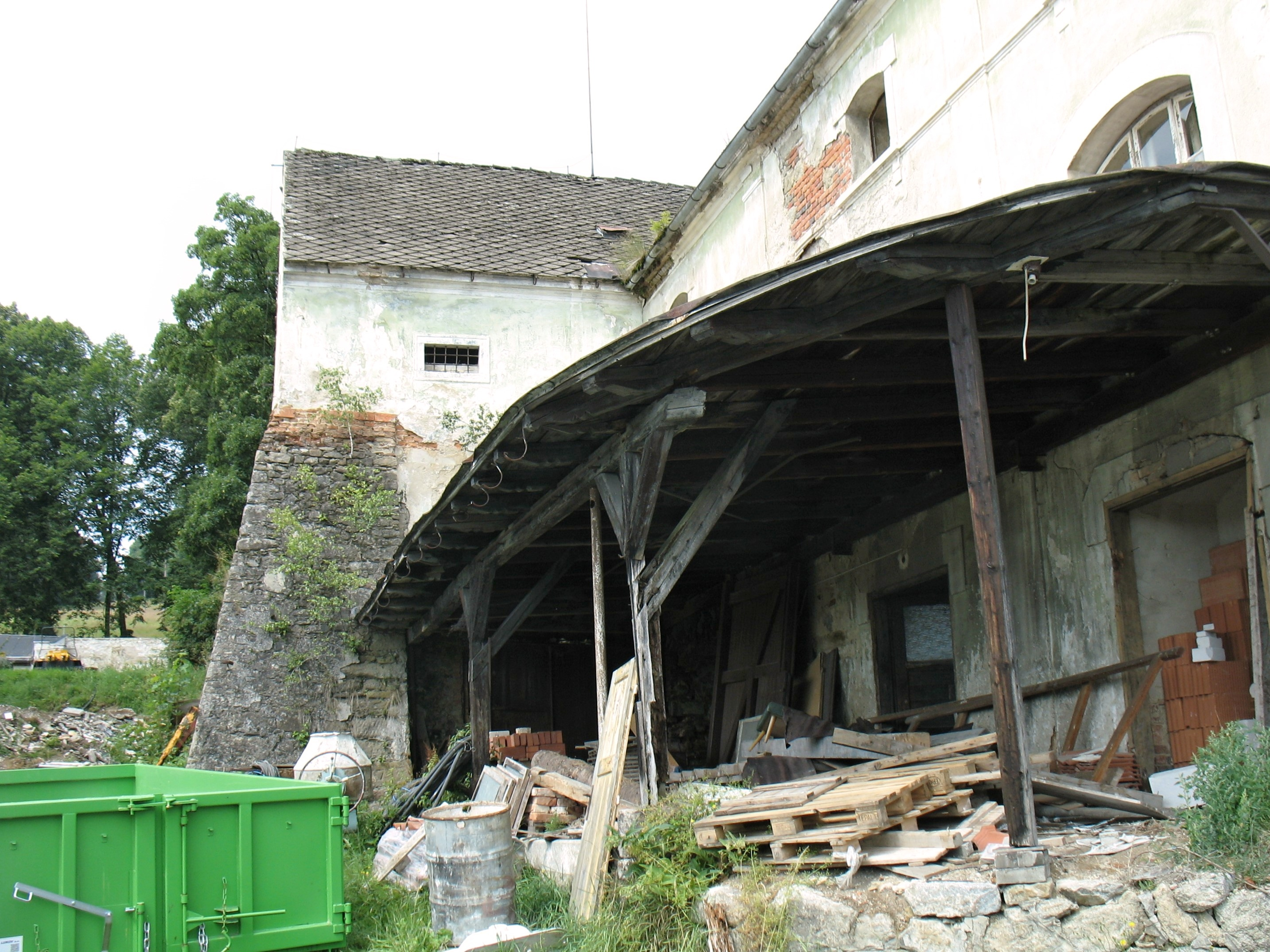
Nejstarší část klášterního pivovaru je ze 16. století

Zároveň s výstavbou kláštera postupně vznikalo jeho opevnění a hospodářské zázemí. O klášterním pivovaru existuje první zpráva z roku 1380 v souvislosti se zmínkou, že v uvedeném roce převzal po opatovi Otovi III. jeho funkci opat Petr. V uvedené zprávě je pivovar popisován již jako činný. Je pravděpodobné, že pivo se nejdříve připravovalo přímo v klášteře a později byl v areálu klášterního hospodářského dvora, v němž se mj. dochoval gotický mlýn, vybudován pivovar, zřejmě nejdříve jako samostatný dřevěný objekt. Pivo bylo doplňkem poměrně jednoduché stravy mnichů, která sestávala převážně z kaše, chleba a občas také vajec. Jen výjimečně v době významných církevních svátků dostali příslušníci řádu určité přilepšení – například na svátek sv. Benedikta byly podávány fíky, pečivo a víno. Maso na jídelníčku řeholníků nebylo.

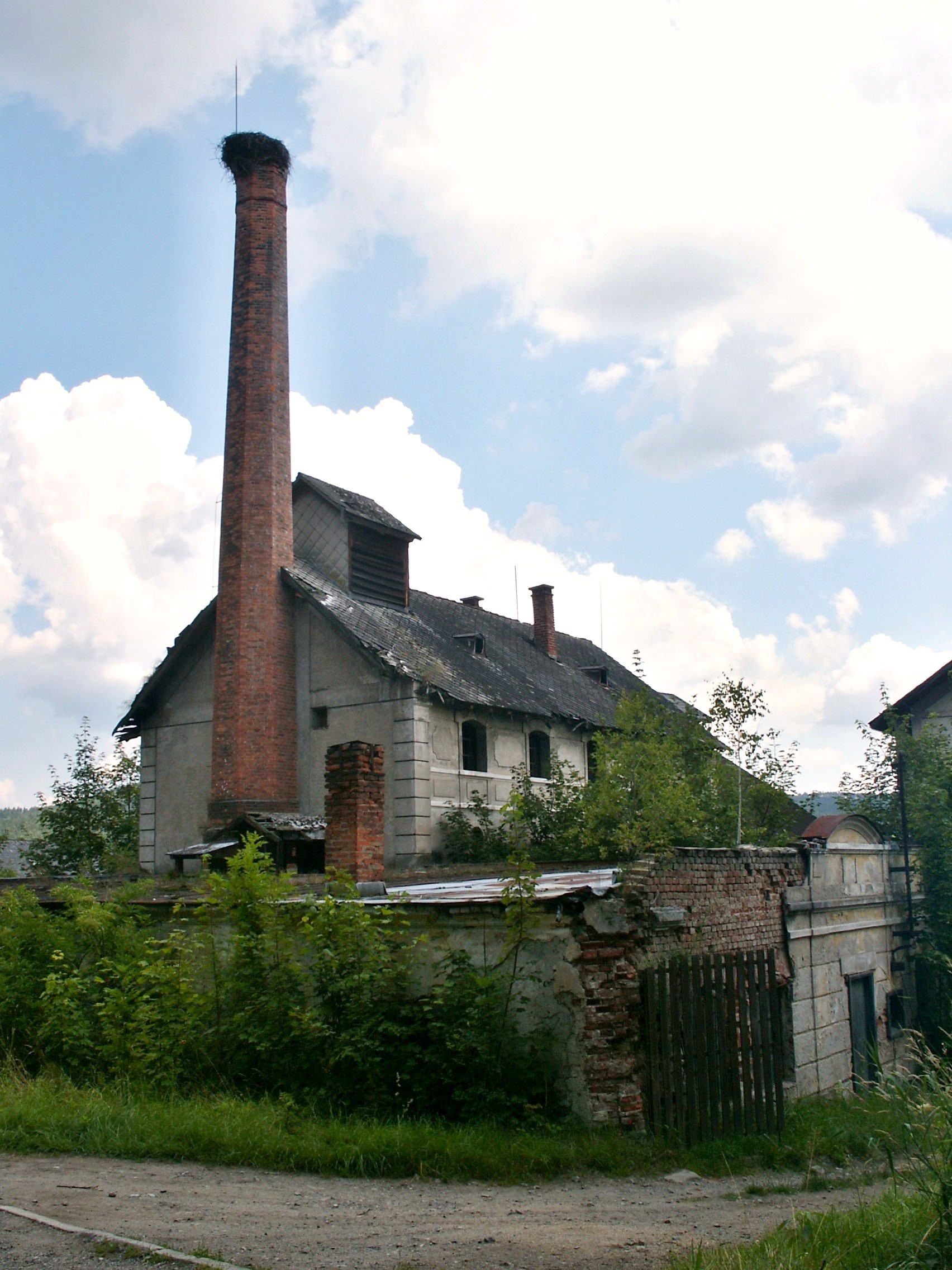
Tzv. nový pivovar z 19. století (pohled od západu)

Nejstarší dochovaná část pivovaru, renesanční sladovna, byla vybudována až v 16. století. Výstavba renesančního klášterního pivovaru bývá s spojována s osobou rožmberského regenta Jakuba Krčína z Jelčan a Sedlčan, avšak jeho role v této záležitosti není spolehlivě historicky doložena. Zároveň se v té době vařilo pivo již také v městečku Vyšší Brod, jak dokládá privilegium opata Kryštofa Knolla z roku 1524, v němž je mj. stanoveno, že „.do vzdálenosti jedné půlmíle ve vesničkách patřících k našemu kostelu nesmí nikdo z vyšebridských obyvatel nabízet na prodej žádné pivo ani vyrábět slad, nýbrž jen to množství, které sám pro svůj dům potřebuje a smí míti.“ Později vznikl ve Vyšším Brodě samostatný měšťanský pivovar, který představoval pro klášterní pivovar určitou konkurenci. Vzájemné spory vyřešil až v roce 1608 poslední vladař z rodu Rožmberků Petr Vok, který vyšebrodským občanům vydal privilegium, v němž jim výslovně povolil „vařit červené i bílé pivo, rovněž vyrábět slad a prodávat pivo podle jejich libovůle, aniž bychom jim v tom bránili my nebo ti, co přijdou po nás, ani opat nebo převor si nebude stěžovat".
Po roce 1623, kdy po vymření panských rodů Rožmberků a Švamberků převzali zdejší panství Eggenbergové, začalo docházet k porušování starých úmluv a do Vyššího Brodu i okolních vsí, patřících klášteru, začalo být dodáváno pivo z panského pivovaru. V polovině 17. století byl klášterní pivovar zmodernizován a mj. byla v něm zřízena nová lednice. Během velkého požáru Vyššího Brodu v roce 1690 vyhořel také klášter a oheň poznamenal i zdejší pivovar. Přesto si vyšebrodský klášterní pivovar zachoval své postavení a na počátku 18. století byl nejvýkonnějším podnikem svého druhu ve zdejší oblasti. V uvedené době byl pivovar vybaven na var 13 sudů, tj. přibližně 32 hektolitrů, a jeho roční výstav představoval téměř 1200 hektolitrů piva. V polovině 18. století, kdy byl opatem Vyšebrodského kláštera Quirin Mickl, produkoval zdejší pivovar již více než 2400 hektolitrů piva ročně.
V rámci josefínských reforem měl být původně Vyšebrodský klášter zrušen, stejně jako klášter ve Zlaté Koruně, ale nakonec k jeho zrušení nedošlo a mniši zde byli ponecháni takzvaně „na dožití“. Nebyl přerušen ani provoz pivovaru. O téměř sto let později, v roce 1873, vyšebrodský klášterní pivovar vyprodukoval již více než 5000 hektolitrů piva. Zastaralý provoz pivovaru byl před koncem 19. století zcela zmodernizován a převeden na strojní pohon.
Absolutního vrcholu produkce ve výši 8306 hektolitrů dosáhl klášterní pivovar ve výrobním roce 1909/1910. Během období první světové války žádná produkce nebyla zaznamenána, provoz pivovaru byl zřejmě zastaven. Za první republiky dosáhla výroba maxima v produkčním roce 1928/1929 (celkem 6 513 hektolitrů piva). Po německé okupaci se Vyšší Brod stal součástí tzv. župy Oberdonau Velkoněmecké říše a pivovar dostal nuceného správce. Po skončení druhé světové války se sice cisterciáci nakrátko vrátili, avšak spolu s dalšími obyvateli německé národnosti byli záhy z Československa odsunuti. Pivovar byl pod národní správou a v srpnu roku 1948 byl jeho provoz zastaven. Poslední výstav představoval pouhých 926 hektolitrů piva. V roce 1950 bylo měděné vybavení klášterního pivovaru odvezeno, údajně do jiného pivovaru v Praze, a opuštěný pivovar chátral.
První příslušníci cisterciáckého řádu se opět vrátili do Vyšebrodského kláštera až v roce 1990. Postupně zde začali budovat mnišskou komunitu a zároveň také opravovat jednotlivé objekty a nemovité památky. Zdevastovaný pivovar však chátral ve správě Pozemkového fondu České republiky ještě roky poté až do doby, než byla vyřešena otázka církevních restitucí.

## Popis
Komplex spojených staveb ze 16. a z 19. století, označených popisnými čísly 128, 130, 131, 134, 138 a 151 a zahrnutých do území národní kulturní památky, se se rozkládá západně od konventu při okraji vyšebrodského klášterního areálu. Jižně v bezprostředním sousedství pivovaru se nachází bývalý vodní mlýn, jehož existence byla doložena již ve 14. století. V této části je hospodářský dvůr na jižní straně ohraničen dosud zachovanými pozůstatky někdejšího opevnění kláštera.
Jižní křídlo pivovaru (čp. 130) tvoří nejstarší původně renesanční budova s hřebínkovými klenbami, která je však rovněž poznamenaná pozdějšími přestavbami. Navazující přístavby a objekt tzv. nového pivovaru pocházejí ze druhé poloviny 19. století.